# UEFA Women’s Champions League 2014/15

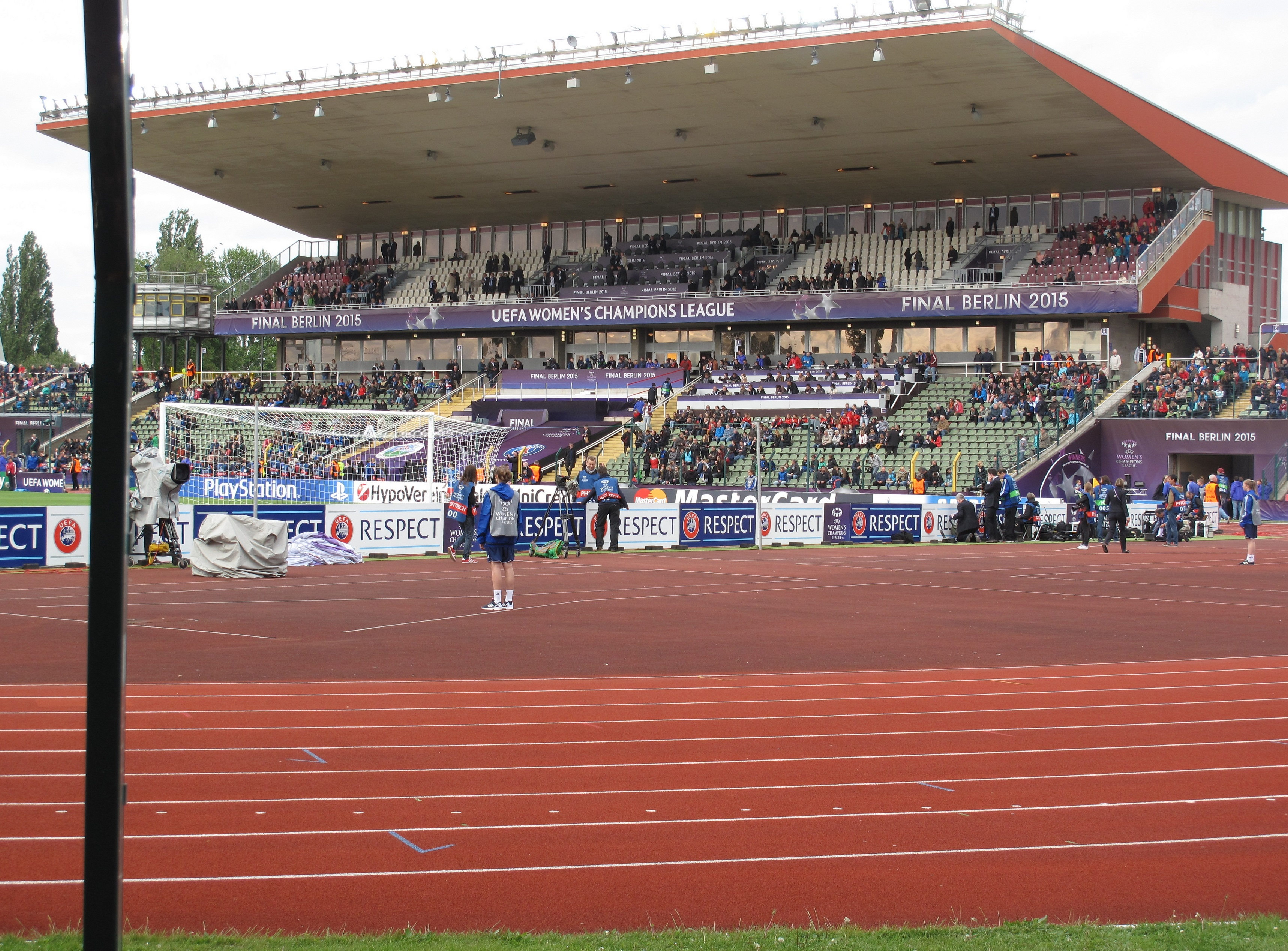
Friedrich-Ludwig-Jahn-Sportpark – Austragungsort des Endspiels

Die UEFA Women’s Champions League 2014/15 war die vierzehnte Ausspielung des europäischen Meisterwettbewerbs für Frauenfußballvereine und die sechste unter dieser Bezeichnung. 54 Mannschaften aus 46 Ländern spielten um den Titel. Der Wettbewerb begann mit den ersten Spielen der Qualifikationsrunde am 9. August 2014 und endete mit dem Finale im Berliner Friedrich-Ludwig-Jahn-Sportpark am 14. Mai 2015. Titelverteidiger war zum zweiten Mal in Folge der VfL Wolfsburg, der im Halbfinale gegen Paris Saint-Germain ausschied. Den Titel gewann der deutsche Vertreter 1. FFC Frankfurt mit einem 2:1-Finalerfolg gegen Paris Saint-Germain.

## Teilnehmer
An der UEFA Women’s Champions League 2014/15 nahmen 46 Landesmeister sowie die Vizemeister der acht stärksten Landesverbände teil. Für die Ermittlung der stärksten acht Landesverbände wurde die UEFA-Fünfjahreswertung herangezogen. Die 14 Landesmeister der stärksten Landesverbände sowie die acht Vizemeister erhielten ein Freilos und hatten erst im Sechzehntelfinale in den Wettbewerb eingegriffen. Die restlichen Landesmeister mussten erst an einer Qualifikationsrunde teilnehmen.

## Modus
Zunächst spielten die Vereine aus den 32 am schlechtesten platzierten Verbänden in einer Qualifikationsrunde zehn Teilnehmer für die Hauptrunde aus, in der 22 weitere Vereine hinzukamen. Die Partien der Hauptrunde bis einschließlich des Halbfinales wurden in Hin- und Rückspielen ausgetragen. Die Mannschaft, die in beiden Spielen mehr Tore erzielte, zog in die nächste Runde ein. Erzielten beide Mannschaften gleich viele Tore, entschied die Anzahl der Auswärtstore. War auch die Anzahl der Auswärtstore gleich, wurde das Rückspiel verlängert. Erzielten beide Mannschaften in der Verlängerung gleich viele Tore, gewann die Auswärtsmannschaft aufgrund der mehr erzielten Auswärtstore. Wurden keine Tore erzielt, wurde die Begegnung im Elfmeterschießen entschieden. Das Finale wurde in einem Spiel entschieden.

## Qualifikation
Die acht Miniturniere wurden vom 9. bis zum 14. August 2014 ausgetragen. Dazu wurden in einem Losverfahren die beteiligten Mannschaften in Gruppen à vier Mannschaften aufgeteilt, wobei die genaue Anzahl der Gruppen von der Anzahl der teilnehmenden Teams abhing. Dabei hat jede Gruppe ihr Miniturnier in einem anderen Land ausgetragen. Die Gruppensieger und die zwei bestplatzierten Gruppenzweiten qualifizierten sich für das Sechzehntelfinale, in dem die gesetzten Mannschaften sowie die Vizemeister in den Wettbewerb eingreifen. Bei der Ermittlung der besten Zweiten wurde das Spiel gegen den jeweiligen Gruppenletzten nicht berücksichtigt.
Die Auslosung der Gruppen für die Qualifikation fand am 26. Juni 2014 in Nyon statt.

### Gruppe 1
Turnier in Riga, Lettland
| Pl. | Verein             | Sp. | S | U | N | Tore    | Diff. | Punkte |
| --- | ------------------ | --- | - | - | - | ------- | ----- | ------ |
| 1.  | FC Zürich          | 3   | 2 | 1 | 0 | 007:100 | +6    | 07     |
| 2.  | Konak Belediyespor | 3   | 2 | 0 | 1 | 013:500 | +8    | 06     |
| 3.  | FK Minsk           | 3   | 1 | 1 | 1 | 009:300 | +6    | 04     |
| 4.  | Rigas FS           | 3   | 0 | 0 | 3 | 000:200 | −20   | 0      |

| 9. August 2014     |       |                    |
| FC Zürich          | 1:1   | FK Minsk           |
| Konak Belediyespor | 11:00 | Rigas FS           |
| 11. August 2014    |       |                    |
| FC Zürich          | 2:0   | Rigas FS           |
| FK Minsk           | 1:2   | Konak Belediyespor |
| 14. August 2014    |       |                    |
| Konak Belediyespor | 0:4   | FC Zürich          |
| Rigas FS           | 0:7   | FK Minsk           |

### Gruppe 2
Turnier in Cluj-Napoca, Rumänien
| Pl. | Verein                   | Sp. | S | U | N | Tore    | Diff. | Punkte |
| --- | ------------------------ | --- | - | - | - | ------- | ----- | ------ |
| 1.  | Raheny United            | 3   | 3 | 0 | 0 | 006:200 | +4    | 09     |
| 2.  | CFF Olimpia Cluj         | 3   | 2 | 0 | 1 | 010:300 | +7    | 06     |
| 3.  | FC NSA Sofia             | 3   | 1 | 0 | 2 | 006:600 | ±0    | 03     |
| 4.  | Hibernians Football Club | 3   | 0 | 0 | 3 | 001:120 | −11   | 0      |

| 9. August 2014           |     |                          |
| CFF Olimpia Cluj         | 1:2 | Raheny United            |
| FC NSA Sofia             | 5:0 | Hibernians Football Club |
| 11. August 2014          |     |                          |
| CFF Olimpia Cluj         | 5:0 | Hibernians Football Club |
| Raheny United            | 2:0 | FC NSA Sofia             |
| 14. August 2014          |     |                          |
| FC NSA Sofia             | 1:4 | CFF Olimpia Cluj         |
| Hibernians Football Club | 1:2 | Raheny United            |

### Gruppe 3
Turnier in Nikšić und Petrovac na moru, Montenegro
| Pl. | Verein               | Sp. | S | U | N | Tore    | Diff. | Punkte |
| --- | -------------------- | --- | - | - | - | ------- | ----- | ------ |
| 1.  | MTK Budapest FC      | 3   | 3 | 0 | 0 | 006:100 | +5    | 09     |
| 2.  | ŽNK Pomurje Beltinci | 3   | 2 | 0 | 1 | 009:200 | +7    | 06     |
| 3.  | Pärnu JK             | 3   | 1 | 0 | 2 | 002:800 | −6    | 03     |
| 4.  | ŽFK Ekonomist Nikšić | 3   | 0 | 0 | 3 | 001:700 | −6    | 0      |

| 9. August 2014       |     |                      |
| MTK Budapest FC      | 3:0 | Pärnu JK             |
| ŽNK Pomurje Beltinci | 4:0 | ŽFK Ekonomist Nikšić |
| 11. August 2014      |     |                      |
| MTK Budapest FC      | 1:0 | ŽFK Ekonomist Nikšić |
| Pärnu JK             | 0:4 | ŽNK Pomurje Beltinci |
| 14. August 2014      |     |                      |
| ŽNK Pomurje Beltinci | 1:2 | MTK Budapest FC      |
| ŽFK Ekonomist Nikšić | 1:2 | Pärnu JK             |

### Gruppe 4
Turnier in Falkirk, Airdrie und Cumbernauld, Schottland
| Pl. | Verein               | Sp. | S | U | N | Tore    | Diff. | Punkte |
| --- | -------------------- | --- | - | - | - | ------- | ----- | ------ |
| 1.  | Glasgow City FC      | 3   | 3 | 0 | 0 | 010:000 | +10   | 09     |
| 2.  | Schytlobud-1 Charkiw | 3   | 2 | 0 | 1 | 008:500 | +3    | 06     |
| 3.  | Belfast United LFC   | 3   | 1 | 0 | 2 | 005:800 | −3    | 03     |
| 4.  | FC Union Nové Zámky  | 3   | 0 | 0 | 3 | 003:130 | −10   | 0      |

| 9. August 2014       |     |                      |
| Glasgow City FC      | 5:0 | FC Union Nové Zámky  |
| Schytlobud-1 Charkiw | 5:0 | Belfast United LFC   |
| 11. August 2014      |     |                      |
| Glasgow City FC      | 1:0 | Belfast United LFC   |
| FC Union Nové Zámky  | 1:3 | Schytlobud-1 Charkiw |
| 14. August 2014      |     |                      |
| Schytlobud-1 Charkiw | 0:4 | Glasgow City LFC     |
| Belfast United FC    | 5:2 | FC Union Nové Zámky  |

### Gruppe 5
Turnier in Vinkovci und Osijek, Kroatien
| Pl. | Verein               | Sp. | S | U | N | Tore    | Diff. | Punkte |
| --- | -------------------- | --- | - | - | - | ------- | ----- | ------ |
| 1.  | ŽNK Osijek           | 3   | 3 | 0 | 0 | 016:100 | +15   | 09     |
| 2.  | ŽFK Spartak Subotica | 3   | 2 | 0 | 1 | 022:100 | +21   | 06     |
| 3.  | AS Amazones Dramas   | 3   | 1 | 0 | 2 | 012:600 | +6    | 03     |
| 4.  | CS Goliador Chișinău | 3   | 0 | 0 | 3 | 000:420 | −42   | 0      |

| 9. August 2014       |       |                      |
| ŽFK Spartak Subotica | 3:0   | Amazones Dramas      |
| ŽNK Osijek           | 12:00 | CS Goliador Chişinău |
| 11. August 2014      |       |                      |
| ŽFK Spartak Subotica | 19:00 | CS Goliador Chişinău |
| Amazones Dramas      | 1:3   | ŽNK Osijek           |
| 14. August 2014      |       |                      |
| ŽNK Osijek           | 1:0   | ŽFK Spartak Subotica |
| CS Goliador Chişinău | 00:11 | Amazones Dramas      |

### Gruppe 6
Turnier in Šiauliai und Pakruojis, Litauen
| Pl. | Verein               | Sp. | S | U | N | Tore    | Diff. | Punkte |
| --- | -------------------- | --- | - | - | - | ------- | ----- | ------ |
| 1.  | Apollon Limassol     | 3   | 2 | 1 | 0 | 006:200 | +4    | 07     |
| 2.  | Gintra Universitetas | 3   | 2 | 0 | 1 | 008:300 | +5    | 06     |
| 3.  | KS Vllaznia Shkodra  | 3   | 1 | 1 | 1 | 002:600 | −4    | 04     |
| 4.  | KÍ Klaksvík          | 3   | 0 | 0 | 3 | 002:700 | −5    | 0      |

| 9. August 2014       |     |                      |
| Apollon Limassol     | 3:1 | Gintra Universitetas |
| KÍ Klaksvík          | 1:2 | KS Vllaznia Shkodra  |
| 11. August 2014      |     |                      |
| Apollon Limassol     | 0:0 | KS Vllaznia Shkodra  |
| Gintra Universitetas | 2:0 | KÍ Klaksvík          |
| 14. August 2014      |     |                      |
| KÍ Klaksvík          | 1:3 | Apollon Limassol     |
| KS Vllaznia Shkodra  | 0:5 | Gintra Universitetas |

### Gruppe 7
Turnier in Sarajevo, Bosnien und Herzegowina
| Pl. | Verein            | Sp. | S | U | N | Tore    | Diff. | Punkte |
| --- | ----------------- | --- | - | - | - | ------- | ----- | ------ |
| 1.  | Medyk Konin       | 3   | 3 | 0 | 0 | 021:100 | +20   | 09     |
| 2.  | SFK 2000 Sarajevo | 3   | 2 | 0 | 1 | 008:300 | +5    | 06     |
| 3.  | Åland United      | 3   | 1 | 0 | 2 | 004:800 | −4    | 03     |
| 4.  | ŽFK Kochani       | 3   | 0 | 0 | 3 | 001:220 | −21   | 0      |

| 9. August 2014    |       |                   |
| SFK 2000 Sarajevo | 0:3   | Medyk Konin       |
| Åland United      | 4:0   | ŽFK Kochani       |
| 11. August 2014   |       |                   |
| SFK 2000 Sarajevo | 7:0   | ŽFK Kochani       |
| Medyk Konin       | 7:0   | Åland United      |
| 14. August 2014   |       |                   |
| Åland United      | 0:1   | SFK 2000 Sarajevo |
| ŽFK Kochani       | 01:11 | Medyk Konin       |

### Gruppe 8
Turnier in Fátima und Leiria, Portugal
| Pl. | Verein            | Sp. | S | U | N | Tore    | Diff. | Punkte |
| --- | ----------------- | --- | - | - | - | ------- | ----- | ------ |
| 1.  | Atlético Ouriense | 3   | 2 | 0 | 1 | 004:300 | +1    | 06     |
| 2.  | Standard Lüttich  | 3   | 2 | 0 | 1 | 011:100 | +10   | 06     |
| 3.  | ASA Tel-Aviv FC   | 3   | 1 | 0 | 2 | 003:300 | ±0    | 03     |
| 4.  | Cardiff Met. LFC  | 3   | 1 | 0 | 2 | 002:130 | −11   | 03     |

| 9. August 2014    |      |                   |
| Standard Lüttich  | 0:1  | Atlético Ouriense |
| ASA Tel-Aviv FC   | 2:0  | Cardiff Met. LFC  |
| 11. August 2014   |      |                   |
| Standard Lüttich  | 10:0 | Cardiff Met. LFC  |
| Atlético Ouriense | 2:1  | ASA Tel-Aviv FC   |
| 14. August 2014   |      |                   |
| ASA Tel-Aviv FC   | 0:1  | Standard Lüttich  |
| Cardiff Met. LFC  | 2:1  | Atlético Ouriense |

### Tabelle der Gruppen-Zweiten
Neben den Gruppensiegern qualifizierten sich auch die beiden besten Gruppen-Zweiten für die nächste Runde. Dabei wurde das Ergebnis gegen den Gruppenletzten nicht gewertet. Die Reihenfolge ergibt sich aus folgenden Kriterien:
1. Größere Anzahl der erreichten Punkte
2. Größere Tordifferenz
3. Größere Zahl der erzielten Tore
4. Größerer Klub-Koeffizient
5. Fairplay-Verhalten in allen Gruppenspielen

| Gr. | Team                 | Sp. | S | U | N | Tore | Diff. | Pkt. |
| --- | -------------------- | --- | - | - | - | ---- | ----- | ---- |
| 6   | Gintra Universitetas | 2   | 1 | 0 | 1 | 6:3  | +3    | 3    |
| 3   | ŽNK Pomurje Beltinci | 2   | 1 | 0 | 1 | 5:2  | +3    | 3    |
| 2   | CFF Olimpia Cluj     | 2   | 1 | 0 | 1 | 5:3  | +2    | 3    |
| 5   | ŽFK Spartak Subotica | 2   | 1 | 0 | 1 | 3:1  | +2    | 3    |
| 4   | Schytlobud-1 Charkiw | 2   | 1 | 0 | 1 | 5:4  | +1    | 3    |
| 8   | Standard Lüttich     | 2   | 1 | 0 | 1 | 1:1  | ±0    | 3    |
| 7   | SFK 2000 Sarajevo    | 2   | 1 | 0 | 1 | 1:3  | −2    | 3    |
| 1   | Konak Belediyespor   | 2   | 1 | 0 | 1 | 2:5  | −3    | 3    |

## Finalrunden

### Sechzehntelfinale
Im Sechzehntelfinale griffen die Vertreter der stärksten Verbände sowie der Titelverteidiger in den Wettbewerb ein. Die Auslosung der Spielpaarungen fand am 22. August 2014 in Nyon statt. Die Hinspiele wurden am 8./9. Oktober, die Rückspiele am 15./16. Oktober 2014 ausgetragen.
|                      | Gesamt          |                     | Hinspiel | Rückspiel |
| -------------------- | --------------- | ------------------- | -------- | --------- |
| Slavia Prag          | 0:4             | FC Barcelona        | 0:1      | 0:3       |
| Raheny United        | 1:6             | Bristol Academy WFC | 0:4      | 1:2       |
| BIIK Kazygurt        | 2:6             | 1. FFC Frankfurt    | 2:2      | 0:4       |
| ŽNK Pomurje Beltinci | 3:7             | SEF Torres 1903     | 2:4      | 1:3       |
| Liverpool FC Women   | 2:4             | Linköpings FC       | 2:1      | 0:3       |
| UMF Stjarnan         | 3:8             | Swesda 2005 Perm    | 2:5      | 1:3       |
| Apollon Limassol     | 2:3             | Brøndby IF          | 1:0      | 1:3 n. V. |
| Gintra Universitetas | 2:2 (5:4 i. E.) | Sparta Prag         | 1:1      | 1:1 n. V. |
| Stabæk Fotball       | 1:3             | VfL Wolfsburg       | 0:1      | 1:2       |
| MTK Budapest FC      | 3:4             | SV Neulengbach      | 1:2      | 2:2 n. V. |
| Rjasan WDW           | 1:5             | FC Rosengård        | 1:3      | 0:2       |
| Atlético Ouriense    | 0:9             | Fortuna Hjørring    | 0:3      | 0:6       |
| ŽNK Osijek           | 2:7             | FC Zürich           | 2:5      | 0:2       |
| Medyk Konin          | 2:3             | Glasgow City FC     | 2:0      | 0:3 n. V. |
| Twente Enschede      | 1:3             | Paris Saint-Germain | 1:2      | 0:1       |
| ACF Brescia          | 00:14           | Olympique Lyon      | 0:5      | 0:9       |

### Achtelfinale
Die Spielpaarungen des Achtelfinals wurden in einer offenen Auslosung zusammen mit den Paarungen des Sechzehntelfinals am 22. August 2014 ausgelost. Die Hinspiele fanden am 8./9. November, die Rückspiele am 12./13. November 2014 statt.
|                     | Gesamt |                      | Hinspiel | Rückspiel |
| ------------------- | ------ | -------------------- | -------- | --------- |
| FC Barcelona        | 1:2    | Bristol Academy WFC  | 0:1      | 1:1       |
| 1. FFC Frankfurt    | 9:0    | SEF Torres 1903      | 5:0      | 4:0       |
| Linköpings FC       | 5:3    | Swesda 2005 Perm     | 5:0      | 0:3       |
| Brøndby IF          | 5:2    | Gintra Universitetas | 5:0      | 0:2       |
| VfL Wolfsburg       | 11:00  | SV Neulengbach       | 4:0      | 7:0       |
| FC Rosengård        | 4:1    | Fortuna Hjørring     | 2:1      | 2:0       |
| FC Zürich           | 4:5    | Glasgow City FC      | 2:1      | 2:4       |
| Paris Saint-Germain | 2:1    | Olympique Lyon       | 1:1      | 1:0       |

### Viertelfinale
Die Partien des Viertelfinals wurden am 19. November 2014 in Nyon ausgelost. Die Hinspiele fanden am 21./22. März 2015 statt, die Rückspiele eine Woche später am 28./29. März 2015.
|                     | Gesamt    |                     | Hinspiel | Rückspiel |
| ------------------- | --------- | ------------------- | -------- | --------- |
| Bristol Academy WFC | 00:12     | 1. FFC Frankfurt    | 0:5      | 0:7       |
| Linköpings FC       | 1:2       | Brøndby IF          | 0:1      | 1:1       |
| VfL Wolfsburg       | (a)4:4(a) | FC Rosengård        | 1:1      | 3:3       |
| Glasgow City FC     | 0:7       | Paris Saint-Germain | 0:2      | 0:5       |

Anmerkung: Bristol und Frankfurt haben das Heimrecht getauscht.

### Halbfinale
Die Paarungen für das Halbfinale wurden in einer offenen Auslosung ebenfalls am 19. November 2014 ermittelt. Die Hinspiele fanden am 18./19. April, die Rückspiele am 25./26. April 2015 statt.
|                  | Gesamt |                     | Hinspiel | Rückspiel |
| ---------------- | ------ | ------------------- | -------- | --------- |
| 1. FFC Frankfurt | 13:00  | Brøndby IF          | 7:0      | 6:0       |
| VfL Wolfsburg    | 2:3    | Paris Saint-Germain | 0:2      | 2:1       |

### Finale
| 1. FFC Frankfurt                                                    | 1. FFC Frankfurt | Paris Saint-Germain | Paris Saint-Germain | Aufstellung                                            |
| ------------------------------------------------------------------- | --- | --- | ------------------- | ------------------------------------------------------ |
| 1. FFC Frankfurt                                                    | \| 14. Mai 2015, 18:00 Uhr in Berlin (Friedrich-Ludwig-Jahn-Sportpark) \| \| Ergebnis: 2:1 (1:1) \| \| Zuschauer: 17.147 \| \| Schiedsrichterin: Esther Staubli ( Schweiz) 1 \| \| Spielbericht \|                                                                                              | \| 14. Mai 2015, 18:00 Uhr in Berlin (Friedrich-Ludwig-Jahn-Sportpark) \| \| Ergebnis: 2:1 (1:1) \| \| Zuschauer: 17.147 \| \| Schiedsrichterin: Esther Staubli ( Schweiz) 1 \| \| Spielbericht \|                                                                                           | Paris Saint-Germain | Aufstellung 1. FFC Frankfurt gegen Paris Saint-Germain |
| 1. FFC Frankfurt                                                    | Desirée Schumann – Bianca Schmidt (79. Svenja Huth), Marith Prießen, Peggy Nietgen, Kathrin Hendrich – Simone Laudehr (87. Kozue Andō) – Dzsenifer Marozsán, Verónica Boquete, Kerstin Garefrekes – Ana Maria Crnogorčević (66. Mandy Islacker), Célia Šašić Cheftrainer: Colin Bell ( England) | Katarzyna Kiedrzynek – Jessica Houara, Sabrina Delannoy , Annike Krahn, Laure Boulleau (60. Josephine Henning) – Aurélie Kaci, Shirley Cruz Traña – Fatmire Alushi (58. Laura Georges), Kenza Dali – Marie-Laure Delie, Kosovare Asllani (90.+5' Ouleymata Sarr) Cheftrainer: Farid Benstiti | Paris Saint-Germain | Aufstellung 1. FFC Frankfurt gegen Paris Saint-Germain |
| 1. FFC Frankfurt                                                    | 1:0 Šašić (32.) 2:1 Islacker (90.+2') | 1:1 Delie (40.) | Paris Saint-Germain | Aufstellung 1. FFC Frankfurt gegen Paris Saint-Germain |
| 1. FFC Frankfurt                                                    | Laudehr (44.) | Delannoy (74.), Krahn (84.) | Paris Saint-Germain | Aufstellung 1. FFC Frankfurt gegen Paris Saint-Germain |
| 14. Mai 2015, 18:00 Uhr in Berlin (Friedrich-Ludwig-Jahn-Sportpark) | | |                     |                                                        |
| Ergebnis: 2:1 (1:1)                                                 | | |                     |                                                        |
| Zuschauer: 17.147                                                   | | |                     |                                                        |
| Schiedsrichterin: Esther Staubli ( Schweiz) 1                       | | |                     |                                                        |
| Spielbericht                                                        | | |                     |                                                        |

## Beste Torschützinnen
Nachfolgend sind die erfolgreichsten Torschützinnen dieser Champions-League-Saison (einschließlich Qualifikationstore, Anzahl in Klammern) aufgeführt. Die Sortierung erfolgt nach Anzahl ihrer Treffer und bei gleicher Toranzahl alphabetisch.
| Rang | Spielerin          | Klub                 | Tore   |
| ---- | ------------------ | -------------------- | ------ |
| 1    | Célia Šašić        | 1. FFC Frankfurt     | 14 (-) |
| 2    | Milena Nikolić     | ŽFK Spartak Subotica | 9 (9)  |
| 3    | Fabienne Humm      | FC Zürich            | 8 (2)  |
|      | Ewa Pajor          | Medyk Konin          | 8 (7)  |
| 5    | Verónica Boquete   | 1. FFC Frankfurt     | 6 (-)  |
|      | Dzsenifer Marozsán | 1. FFC Frankfurt     | 6 (-)  |
| 7    | Cosmina Dușa       | Konak Belediyespor   | 5 (5)  |
|      | Anna Gawrońska     | Medyk Konin          | 5 (5)  |
|      | Eugénie Le Sommer  | Olympique Lyon       | 5 (-)  |
|      | Maria Mitkou       | Amazones Dramas      | 5 (5)  |
|      | Anja Mittag        | FC Rosengård         | 5 (-)  |
|      | José Nahi          | Swesda 2005 Perm     | 5 (-)  |
|      | Fanny Vágó         | CFF Olimpia Cluj     | 5 (5)  |
|      | Aline Zeler        | Standard Lüttich     | 5 (5)  |

## Trivia
Der Engländer Colin Bell konnte als erster ausländischer Trainer eine Mannschaft zum Titel führen.